# Race of Champions 1989
Race of Champions 1989 kördes i Tyskland 1989.
- Plats:  Nürburgring
- Datum: 1989
- Segrare:  Stig Blomqvist